# Anke Brouwer
Anke Brouwer (Groningen, 1975) is een Nederlandse componist van ensemble-, orkest- muziektheater-, theater- en filmmuziek, elektronische muziek en geluidsontwerpen.

## Loopbaan
Anke Brouwer begon op 9-jarige leeftijd met blokfluitlessen bij Jankees Braaksma aan de Stedelijke Muziekschool te Groningen. Van begin af aan hadden Oude muziek en oude instrumenten haar belangstelling, evenals improviseren en componeren. Met het Ensemble Middeleeuwen/Renaissance van de muziekschool trad ze veel op in oude Groninger kerken. Toen ze zeventien was won ze een eerste prijs bij het Prinses Christina Concours en een Gouden Rat bij Kunstbende (samen met Lidewij Wachters, slagwerk).

### Studie
Brouwer studeerde aanvankelijk drie jaar blokfluit bij Paul Leenhouts aan het Sweelinck Conservatorium te Amsterdam. Ze besloot echter zich volledig op compositie te gaan richten en begon een studie aan de faculteit Kunst, Media & Technologie van de Hogeschool voor de Kunsten Utrecht. Hier studeerde ze af in de richting elektronische- en computercompositie bij Hans Timmermans. Ook volgde ze compositielessen bij Chiel Meijering. Na de studie te Utrecht ging Brouwer compositie studeren bij Martijn Padding, Louis Andriessen en Diderik Wagenaar aan het Koninklijk Conservatorium te Den Haag, waar ze zowel een Bachelor- als een Masterdiploma behaalde.

### Werk
Brouwer schreef composities in opdracht van het  Amsterdam Loeki Stardust Quartet, de David Kweksilber Bigband, het Radio Filharmonisch Orkest, het Asko Ensemble, de Radio Kamer Filharmonie en het Middeleeuwsemuziekensemble Ensemble Super Librum. Ook schreef ze opera- en muziektheaterproducties voor ZT Hollandia, De Veenfabriek (als composer in residence in 2010 en 2011), het Koninklijk Concertgebouw en het Holland Festival. In 2008 schreef ze elektronische muziek bij de opera La Commedia van haar oud-leraar Louis Andriessen. Deze opera werd onder andere in Los Angeles (VS) en New York (VS) uitgevoerd.
Brouwer schrijft graag voor vocalisten. Ze werkte samen met solisten als Keren Motseri, Fanny Alofs, Claron McFadden, Marcel Beekman, Martijn Cornet en het kamerkoor Cappella Amsterdam.
In 2012 schreef ze muziek voor de muziekfilm De Toverlantaarn, die ze ook regisseerde, in opdracht van Utopisch Nest (een samenwerkingsverband tussen De Veenfabriek en Museum De Lakenhal).
In 2013 startte Anke Brouwer een muziekproject bij De Nieuwe Club (een samenwerking tussen GGZinGeest en Combiwel), waarbij ze ouderen met een psychiatrische achtergrond of dementie helpt met het maken van een levenslied.
Ze werkte tevens samen met beeldend kunstenaar Michiel Schierbeek (sculptuur/fotografie) aan een muziekfilm over de kust van Normandië, en met Carel Kuitenbrouwer (graficus) en Nick Slot (theatermaker) aan diverse multimediale projecten.
In 2017 werkte ze mee aan de eerste editie van het Utrechts Requiem, een tweejaarlijks community art-project waarin de levensverhalen van mensen die veel tegenslag hebben gehad, centraal staan.

## Composities
Anke Brouwer schreef onder andere de volgende composities (met externe links naar geluids- en beeldfragmenten):
| Jaar  | Titel | Bezetting / genre                                           | Geschreven voor                                                         |  |
| ----- | --- | ----------------------------------------------------------- | ----------------------------------------------------------------------- |  |
| 1997  | Freeezzz | 2 blokfluiten en harmonium                                  |                                                                         |  |
| 1998  | Freeezzz, met video van Bartje Bartmans                                                                        | blokfluitkwartet                                            |                                                                         |  |
| 1998  | Computercomposition                                                                                            | blokfluit solo en tape                                      |                                                                         |  |
| 1999  | Computercomposition                                                                                            | blokfluit solo en tape                                      |                                                                         |  |
| 2003  | Fri Fresa, tekst: vrijheidslied uit de 13e-eeuwse Hunsingo Codex                                               | sopraan, altus, vedel, luit, klavecimbel en Theophilusorgel | Ensemble Super Librum                                                   |  |
| 2003  | Sentimenti |                                                             | ZT Hollandia                                                            |  |
| 2006  | Sottenschip, tekst Sebastian Brant                                                                             | muziektheater voor stem en piano                            |                                                                         |  |
| 2006  | Ten Oosten van de Zon, ten Westen van de Maan, tekst Paul Koek en Flip Filz                                    | kinderopera                                                 | Productiehuis Jeugdconcerten van het Koninklijk Concertgebouw Amsterdam |  |
| 2007  | Hoek | muziek voor mime-voorstelling                               | Boukje Schweigman & Theun Mosk                                          |  |
| 2007  | Ovidius Hijgt, tekst Ovidius (vert. H. van den Boom/A. Brouwer)                                                | muziektheater voor sopraan en accordeon                     |                                                                         |  |
| 2008  | Wakker, tekst Alfred Schaffer                                                                                  | tenor, orkest en elektronica                                |                                                                         |  |
| 2008  | Elektronische muziek bij La Commedia, Louis Andriessen                                                         | geluidsband                                                 |                                                                         |  |
| 2008  | Atalanta & Hippomenes                                                                                          | Bigband                                                     | David Kweksilber Bigband                                                |  |
| 2009  | Sulphur Wax&Sugar / Zwavel, was en suiker - met Martijn Padding en Carel Kuitenbrouwer                         |                                                             |                                                                         |  |
| 2009  | Nacht | Ensemble                                                    | Asko Ensemble                                                           |  |
| 2010  | Candide, tekst Voltaire, tekstbewerking Paul Slangen en Olaf Kröck                                             | Muziektheater                                               | De Veenfabriek                                                          |  |
| 2011  | In de tijd van tijgers, tekst Paul Koek en Lizzy Timmers, muziek Anke Brouwer, Paul Koek en Ton van der Meer   | Muziektheater                                               | De Veenfabriek                                                          |  |
| 2011  | Drei Schwestern, tekst Paul Koek naar Anton Tsjechov, muziek Anke Brouwer, Teodora Stepancic en de Veenfabriek | Muziektheater                                               | De Veenfabriek                                                          |  |
| 2011  | Mixed emotions, op muziek van Anke Brouwer, Diego Soiter en Wilbert Bulsink                                    | Dansvoorstelling                                            | ArtEZ Dansacademie / Theaterwerkplaats Generale Oost                    |  |
| 2011? | Lunapark | accordeonorkest                                             | Accordeonorkest REL                                                     |  |
| 2012  | De Toverlantaarn, filmmuziek bij video van Michiel Keller                                                      | accordeon                                                   | Utopisch Nest                                                           |  |
| 2012  | Een vertrapte grond een heidegrond een bezette stad, tekst van Paul van Ostaijen                               | bariton, mannenkoor en orkest                               |                                                                         |  |
| 2013  | Van afschuw en schaamte                                                                                        |                                                             | De Nieuwe Club                                                          |  |
| 2014  | Ik daag je uit                                                                                                 | koor en klarinetkwartet                                     | Delfts kamerkoor Ars Vocalis                                            |  |
| 2014  | Epitaaf voor Eelste Meyma, tekst Rudolph Agricola                                                              | Ensemble                                                    | Ensemble Super Librum                                                   |  |
| 2015  | Far West, onderdeel van multimedia installatieEnviron/Man, met Carel Kuitenbrouwer                             | soundscape                                                  |                                                                         |  |
| 2016  | Raw Love, tekst Charles Bukowski                                                                               |                                                             |                                                                         |  |
| 2016  | Mui | accordeon en viool                                          |                                                                         |  |
| 2017  | Kleurengeluidsignaal, met Carel Kuitenbrouwer                                                                  |                                                             |                                                                         |  |
| 2017  | Utrechts Requiem Waarheen Leidt de Weg?: III Offertorium (Het verhaal van Corrie) en VIII In Paradisum         | koor, kinderkoor en orkest                                  |                                                                         |  |
| 2018  | De koperen bruiloft                                                                                            | 80 blaasinstrumenten                                        | Bachfestival Dordrecht                                                  |  |
| 2018  | The Hum |                                                             | ARC Introduction Course                                                 |  |
| 2018  | Can Banal Lied                                                                                                 | zang met begeleiding                                        |                                                                         |  |
| 2019? | Opus X | twee zelfspelende piano's                                   |                                                                         |  |
| 2020  | Spiegelpaleis                                                                                                  | piano solo                                                  |                                                                         |  |
| 2021  | Compositie voor melodica                                                                                       | melodica                                                    |                                                                         |  |
| 2022  | Rap, tekst/muziek: Odin Lincoln/Anke Brouwer                                                                   |                                                             |                                                                         |  |

## Discografie
- 2001 CD Silk: Computercomposition (1998/1999), door Marjolijn van Roon (blokfluit), label Q 97012
- 2001 CD Time signals: Recorder music from the Netherlands: Freeezzz door Loeki Stardust Kwartet, label NM Classics 92100
- 2011 CD Lunapark, Accordeonorkest REL: Lunapark, label REL2011
- 2012 DVD De Toverlantaarn + Anke Brouwer, label Utopisch Nest
- 2014 CD en DVD La commedia van Louis Andriessen, elektronische muziek: Anke Brouwer, door Claron McFadden, Marcel Beekman, Cristina Zavalloni, Jeroen Willems, Asko Ensemble en Schönberg Ensemble o.l.v. Reinbert de Leeuw, live-opname 2008, label Nonesuch Records 7559-79590-0

## Overig werk
Anke Brouwer maakt tevens cartoons die ze op haar Instagramkanaal @anke_strip publiceert.